# Cha Kwo Ling

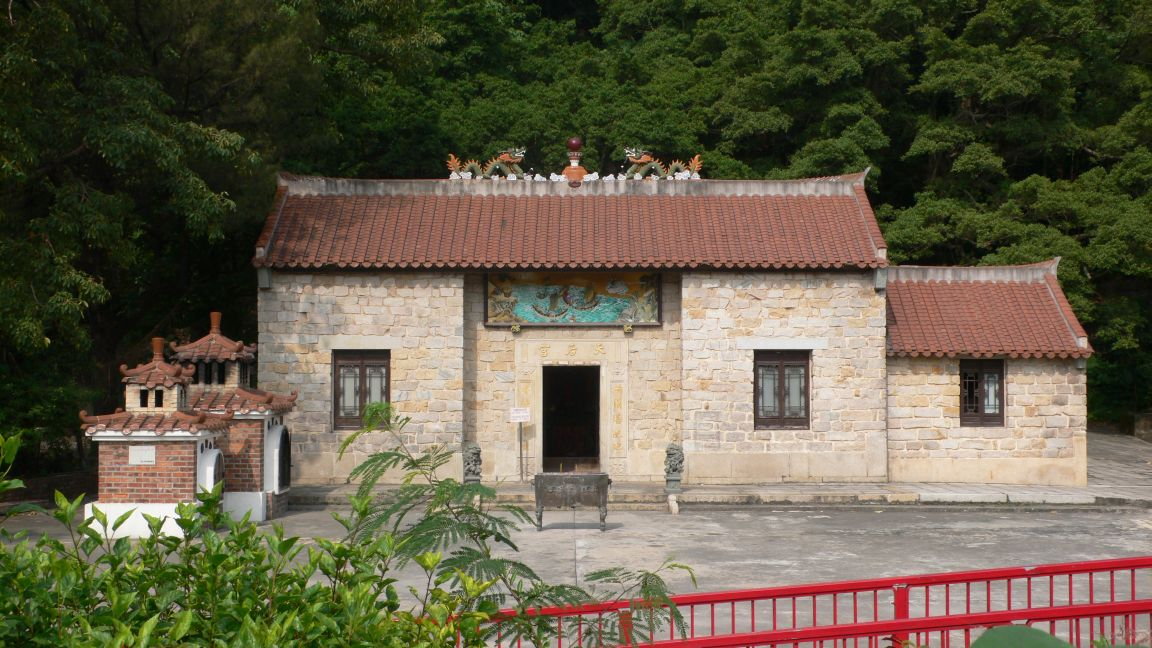
Tin Hautempel van Cha Kwo Ling

Cha Kwo Ling (spreek uit als [Tsaa Kwôh Leng]) is een berg in het oosten van New Kowloon in Hongkong en het gebied eromheen. Het grenst aan de Victoria Harbour en ligt tussen Yau Tong en Lam Tin. Het gebied staat onder de regionale bestuur van Kwun Tong District. De Eastern Harbour Crossing ligt in dit gebied.

## Geschiedenis
Cha Kwo Ling was vroeger een belangrijke Hakka vestigingsgebied na de bouw van Victoria City in 1841. De bouw van de stad vergde een groot aantal stenen. Bekwame Hakkanezen startten een steengroeve in Cha Kwo Ling waar veel steen ligt. Het is een van de vier steengroeven in de vroege dagen van de dertien belangrijkste dorpsdistricten in Oost-New Kowloon.
Na de val van de Chinese Republiek in 1949 vluchtten duizenden Guomindang soldaten en overheidsmensen van Republiek China naar Hongkong en vestigen zich grotendeels in dit gebied. De berg werd volgebouwd met flats met weinig verdiepingen en vormde de Guomindang bolwerk van Hongkong. Oud-soldaten van de Guomindang stichten Chinees Republikeinse basisscholen (國立小學) naar het voorbeeld van generaal Jiang Jieshi in Republiek China (Taiwan). Elk jaar werd de verjaardag van Republiek China (10 oktober) groots gevierd in dit gebied. Aan bijna elk huis hing een vlag van Republiek China. De flats die ze bewoonden, werden net na de teruggave van Hongkong aan de Volksrepubliek China in 1997 afgebroken.